# Juhor ad-Dik
Juhor ad-Dik, en arabe : جحر الديك, est un village du gouvernorat de Gaza en Palestine, au sud de la ville de Gaza (bande de Gaza). Selon le recensement du bureau central palestinien des statistiques, la localité compte une population de 4 586 habitants en 2017.